# Sara Kathryn Arledge
Sara Kathryn Arledge (Mojave, California, 28 de septiembre de 1911-Watsonville, California, 6 de enero de 1998) fue una artista y cineasta estadounidense reconocida como "una de las antecesoras del cine experimental estadounidense". 

## Primeros años y educación
Arledge cursó una Licenciatura en Educación en Arte en la Universidad de California en Los Ángeles en 1936. También asistió a la Universidad de Columbia y estudió pintura en la Fundación Barnes. Enseñó en el Departamento de Arte de la Universidad de Oklahoma de 1943 a 1944, y en la Universidad de Arizona con sede en Tucson de 1945 a 1946.

## Obra
Sus películas más reconocidas fueron Introspection (Introspección), realizada entre 1941-1947, y What Is a Man? (¿Qué es un hombre?) de 1958. Introspection fue la primera película de danza abstracta realizada en los Estados Unidos y es considerada pionera en el género "cine-danza" junto con A Study in Choreography for Camera (Un estudio de coreografía para cámara) de Maya Deren, estrenada en 1946.
Arledge también pintó a lo largo de su carrera y trabajó en el medio de transparencias de diapositivas de vidrio, las cuales combinaban atributos de la pintura y el cine que le interesaban. Según el historiador de cine David E. James, "casi todos los cineastas europeos de vanguardia de la década de 1920 eran artistas visuales", y Arledge fue una de los pocas artistas visuales de Los Ángeles que continuó experimentando con el medio cinematográfico después de la década de 1920. También escribió sobre la historia del cine experimental. Su ensayo "The Experimental Film: A New Art in Transition" se publicó en el Arizona Quarterly 3, no. 2  durante el verano de 1947.
Arledge se destacó por sus transparencias de diapositivas de vidrio creadas colocando capas de gelatinas multicolores de luz de escenario, las cuales después horneaba en diapositivas de vidrio. Luego, la artista dibujaba sobre la superficie de los geles con una variedad de objetos y sellaba las imágenes cubriéndolas con otro juego de transparencias. La fragilidad de este medio la llevó a realizar sus "películas en color estable" entre 1978 y 1980 que integraban las diapositivas y grabaciones sonoras de obras como Tender Images, Interior Garden I, Interior Garden II e Iridium Sinus (Cave of the Rainbows).

## Legado
La cineasta Barbara Hammer describió cómo Arledge "crea películas que combinan preocupaciones estructurales y pictóricas guiadas por las emociones" y "representa para nosotros al cineasta como una persona completa, como una mujer unificada, como hígado/artista". Sus pinturas se exhibieron por primera vez de manera póstuma en 2015 en la exposición The Making of Personal Theory: Mysticism and Metaphysics in the Work of Sara Kathryn Arledge, Charles Irvin y Jim Shaw, curada por Irene Tsatsos en el Armory Center for the Arts en Pasadena, California.

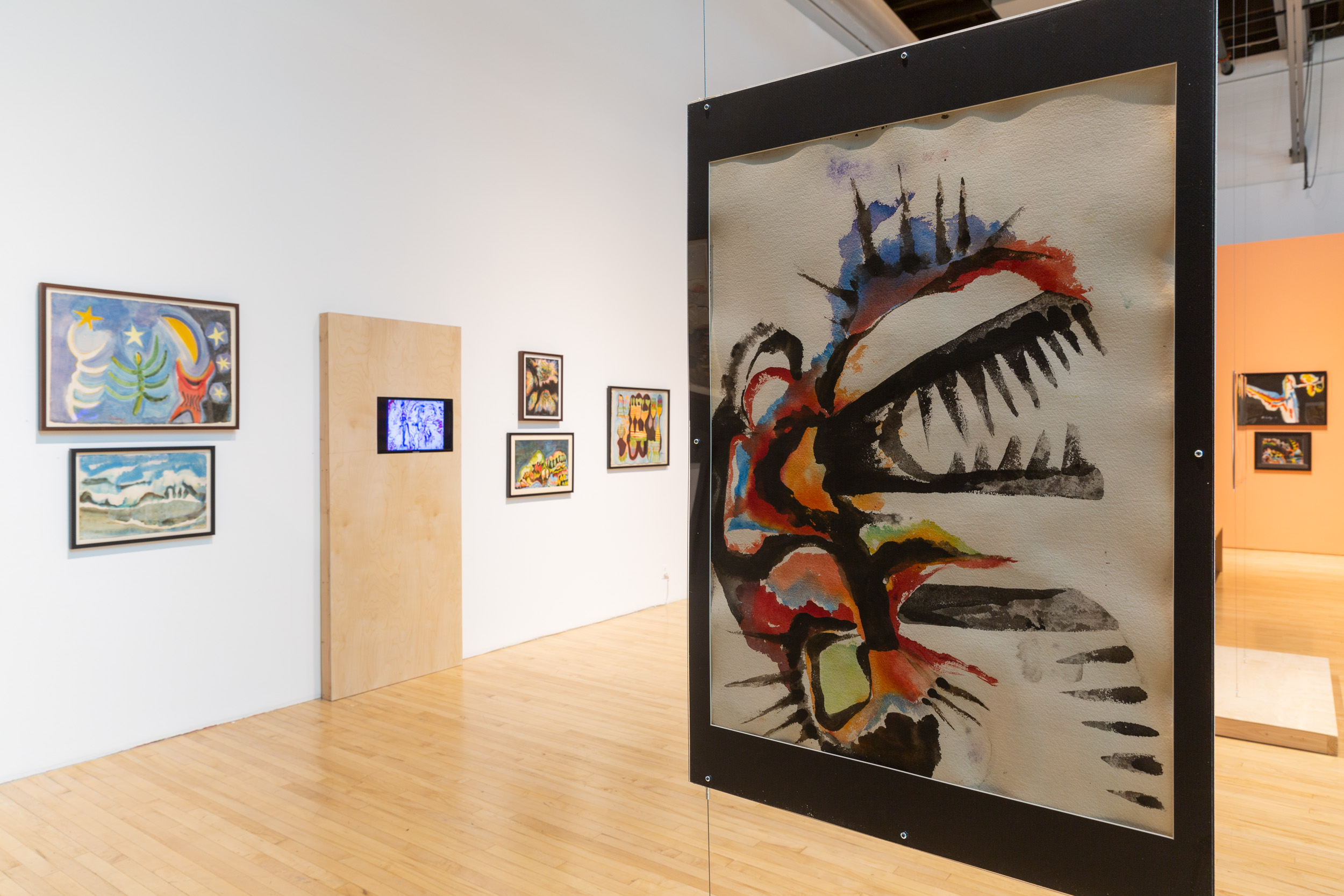

En 2019 se llevó a cabo una retrospectiva de las obras de Arledge en el Armory Center for the Arts. La selección, curada por Irene Tsatsos, incluyó trabajos sobre papel y vidrio, así como cortometrajes. La retrospectiva, de nombre Sara Kathryn Arledge: Serene for the Moment estuvo acompañada de una monografía ampliada sobre Arledge, la primera de su tipo, la cual presentaba obras inéditas en papel, diapositivas pintadas a mano y fotogramas de películas. 

## Libros
- Sara Kathryn Arledge: Serene for the Moment (2020), retrospectiva editada por Irene Georgia Tsatsos con contribuciones de Sasha Archibald, Terry Cannon, Johanna Hedva, Nicole Kelly, Sarah McColl, Sara K. Smith (Sara Kathryn Arledge) e Irene Georgia Tsatsos (Pasadena, CA: Centro Armory para las Artes). ISBN 978-1-893900-22-6

## Filmografía
- Introspection (1941-1947)
- A Selection of Glass Slide Transparencies (1947-1950)
- What Is a Man? (1958)
- Tender Images (1978)
- Interior Garden I (1978)
- Interior Garden II (1978)
- Iridium Sinus (Cave of the Rainbows)